# Yesudas

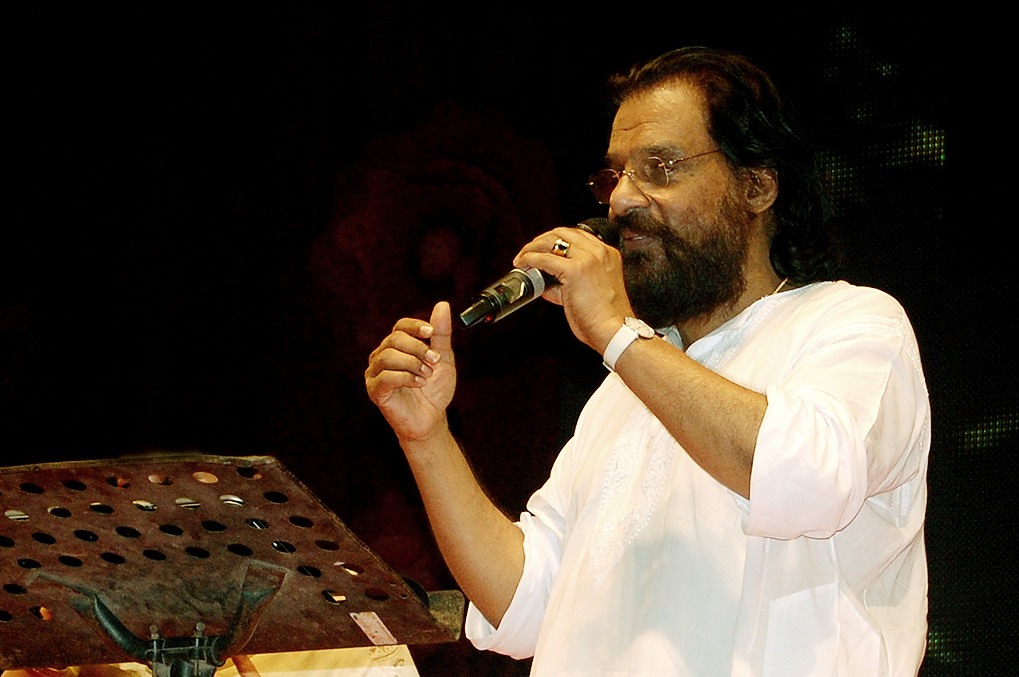
Yesudas en 2010

Kattassery Joseph (Cochín, 10 de enero de 1940) más conocido como Yesudas, es un cantante indio de música devocional, clásica india, popular y de cine.
Ha cantado en sánscrito, malayalam, tamil, canarés, télugu, tulu, oriya, marathi, hindi, guyaratí, panyabí, bengalí, árabe, latín, ruso e inglés. Su voz se adecua tanto a las canciones indias clásicas, como a las religiosas y populares. Ha grabado más de 40.000 canciones.

Yesudas (literalmente, Jeshu Das, ‘sirviente de Jesucristo’ en idioma malayalam) nació en el barrio Fort Kochi (en la ciudad de Kochí), hijo del músico Augustine-Joseph Kattassery (1910-1965) y de Kattassery Alicekutty. Su padre fue su primer maestro de música. Estudió luego con Chembai Vaidyanatha Bhagavatar, que fue uno de los mejores artistas de su tiempo en la música carnática.
En 1965, fue invitado por el gobierno de la Unión Soviética para que diera conciertos de música en varias ciudades de ese país.
En 1970 fue nombrado director de la Academia de Sangeetha Nataka (de Kerala), siendo la persona más joven nombrada para ese cargo.
En 1971, Yesudas viajó con su compañía musical por todo Kerala, para recaudar dinero con destino a los fondos para patrocinar la Guerra contra Pakistán.
También llegó a ser miembro del Parlamento Internacional para la Seguridad y la Paz, una organización patrocinada por Estados Unidos.
El 14 de noviembre de 1999, Yesudas recibió un premio honorario de la UNESCO por «los logros sobresalientes en la música y la paz» en el concierto Música para la Paz, que tuvo lugar en París para saludar la llegada del nuevo milenio y en el que participaron, entre otros, Lionel Richie, Ray Charles, Montserrat Caballé y Zubin Mehta.
Es el único cantante con el título Asthana Gayakan (cantante oficial) del estado de Kerala.
El presidente de India lo ha distinguido con los premios Padma Shri (1973) y Padma Bhushan (2002). Ha obtenido casi todos los premios musicales, tanto en música clásica como cinematográfica.
Trabaja como embajador cultural de la India, con sus numerosos trabajos en el extranjero, promoviendo la música. Yesudas ha cantado en las principales ciudades del mundo.